# Íslandsbanki
Íslandsbanki — исландский банк, уходящий корнями в 1884 год; ранее являлся внутренней частью Glitnir banki, но 15 октября 2008 года отделился от обанкротившегося Glitnir и был преобразован в новый независимый банк. Единственной операцией банка является управление сетью филиалов в Исландии с долей рынка 20-40 % во всех сферах франчайзинга внутри страны. По состоянию на 2017 год у банка 14 филиалов по всей Исландии.

## Первый Íslandsbanki
Íslandsbanki был первоначально создан в 1990 году в результате слияния Alþýðubanki (Union Bank), Verzlunarbanki (Торговый банк) и Iðnaðarbanki (Промышленный банк). После слияния в 2000 году с Исландским инвестиционным банком FBA, банк был ненадолго переименован в Íslandsbanki-FBA, но в 2002 году название «FBA» было исключено. В 2006 году банк был переименован в Glitnir.

## Второй Íslandsbanki
Банк был воссоздан 15 октября 2008 года под названием Nýi Glitnir («Новый Глитнир»), чтобы взять на себя управление исландскими операциями Glitnir banki. Название было изменено обратно на Íslandsbanki 20 февраля 2009 года. Название Glitnir было признано ненадёжным после финансового краха, и новый логотип был разработан на основе старых логотипов Glitnir и Íslandsbanki.
К концу 2017 года у банка был 861 штатный сотрудник и общая сумма активов 1,036 триллионов исландских крон, а его операции были разделены на шесть бизнес-сегментов: розничный бизнес, корпоративный бизнес, рынки, управление капиталом, казначейство, дочерние компании и инвестиции в акционерный капитал. Банк занимает 20-40 % рынка во всех сферах франчайзинга внутри страны и управляет эффективной сетью отделений в Исландии. Он полностью принадлежит Исландскому государственному казначейству.
Директора, руководители и аудиторы четырёх исландских банков: Kaupthing Bank, Landsbanki, Glitnir / Íslandsbanki и Центрального банка Исландии были удостоены сатирической Шнобелевской премии по экономике в 2009 году за демонстрацию того, что крошечные банки можно быстро превратить в большие банки, и наоборот, для демонстрации того, что аналогичные вещи можно сделать со всей национальной экономикой.

## Приватизация
Банк полностью принадлежал Государственному казначейству Исландии. В 2021 году начата приватизация банка. В 2021 году правительство продало 35 % акций за 55,3 млрд исландских крон, ещё 22,5 % были проданы в марте 2022 года. В результате доля государственного казначейства в банке составляет 42,5 % по состоянию на 2022 год.
26 июня 2023 года опубликован доклад финансового надзора Центрального банка Исландии о частичной приватизации банка. В нём говорится о системных нарушениях. Управляющая (CEO) банка Бирна Эйнарсдоуттир (Birna Einarsdóttir) подала в отставку после публикации доклада. Новым CEO стал Йоун Гвюдни Оумарссон (Jón Guðni Ómarsson).